# Erin Blanchfield
Erin Blanchfield (Elmwood Park, Nueva Jersey; 4 de mayo de 1999) es una artista marcial mixta estadounidense que actualmente compite en la división de peso mosca femenino de Ultimate Fighting Championship (UFC). Desde el 29 de agosto de 2023, está en la posición #2 del ranking de peso mosca femenino de UFC, y desde el 23 de enero de 2024, está en la posición #4 del ranking libra por libra femenino de UFC. 

## Primeros años
Nació en Elmwood Park, Nueva Jersey, empezó a entrenar jiu-jitsu a los siete años y, dos años después, empezó a competir en torneos de kickboxing y grappling. A los 12 años, decidió que quería ser una luchadora profesional.

## Carrera de artes marciales mixtas

### Carrera temprana
Luchó bajo Fighting Championships y acumuló un récord de 1-0 antes de firmar por Invicta Fighting Championships.

### Invicta Fighting Championships
Hizo su debut en Invicta el 17 de marzo de 2018, contra Brittney Cloudy en Invicta FC 30. Ganó el combate por decisión dividida.
Se enfrentó a Kay Hansen el 16 de noviembre de 2018 en Invicta FC 32. Ganó el combate por decisión mayoritaria.
Se enfrentó a Tracy Cortez el 15 de febrero de 2019 en Invicta FC 34. Perdió el combate por decisión dividida.
Se enfrentó a Gabriella Gulfin el 4 de junio de 2019 en Cage Fury Fighting Championships 76. Ganó el combate por sumisión en el primer asalto.
Se enfrentó a Victoria Leonardo el 7 de febrero de 2020 en Invicta FC 39. Ganó el combate por TKO en el segundo asalto.

### Ultimate Fighting Championship

#### 2021
Se esperaba que Blanchfield enfrentara a Norma Dumont el 10 de abril de 2021, en UFC on ABC 2. Sin embargo, la pelea fue cancelada luego de que Dumont no diera el peso por 3.5 libras.
Blanchfield debutó en UFC contra Sarah Alpar el 18 de septiembre de 2021, en UFC Fight Night 192. Ganó la pelea por decisión unánime.
Se esperaba que se enfrentara a Maycee Barber el 11 de diciembre de 2021, en UFC 269. Sin embargo, Barber se retiró a principios de noviembre por razones no reveladas, y fue reemplazada por Miranda Maverick.
 Ganó la pelea por decisión unánime. Además, estableció el récord de derribos en una sola pelea en peso mosca femenino, con ocho derribos en total.

#### 2022
Blanchfield enfrentó a JJ Aldrich el 4 de junio de 2022, en UFC Fight Night 207. Ganó la pelea por sumisión en el segundo asalto.
Blanchfield enfrentó a Molly McCann el 12 de noviembre de 2022, en UFC 281. Ganó la pelea por sumisión en el primer asalto.

#### 2023
Blanchfield estaba programada para enfrentar a Taila Santos el 18 de febrero de 2023, en UFC Fight Night 219. Cuando el evento estelar entre Cory Sandhagen y Marlon Vera fue reprogramado para otro evento, la pelea entre Blanchfield y Santos se trasladó al evento estelar.  Santos se retiró de la pelea luego de que sus esquineros se les negaron visas para ingresar a Estados Unidos, y fue reemplazada por la ex-Campeón Mundial de Peso Mosca Femenino de UFC Jéssica Andrade.  Blanchfield ganó la pelea por sumisión en el segundo asalto.  Esta victoria la hizo merecedora de su primer premio de Actuación de la Noche. 
La pelea con Taila Santos fue reprogramada y se llevó a cabo el 26 de agosto de 2023, en UFC Fight Night 225.  Blanchfield ganó la pelea por decisión unánime. 

#### 2024
Blanchfield se enfrentó a Manon Fiorot el 30 de marzo de 2024, en UFC por ESPN 54.  Ella perdió la pelea por decisión unánime. 
Blachfield se enfrentó a la ex dos veces campeona de peso paja femenino de UFC Rose Namajunas el 2 de noviembre de 2024 en UFC Fight Night 246. La pelea, que iba a cerrar el evento, se trasladó al evento coprincipal, pero permaneció a cinco rondas. Ella ganó la pelea por decisión unánime.

## Vida personal
Desde 2021 está estudiando Televisión y Medios Digitales con una concentración en medios deportivos en la Universidad Estatal de Montclair, con el objetivo de convertirse en comentarista. Es hija de George y Betsy Blanchfield, y tiene un hermano, Brendan.

## Campeonatos y logros

### Jiu-Jitsu Brasileño
- Eddie Bravo Invitational
  - Campeona de Eddie Bravo Invitational (Una vez)[13]

### Artes marciales mixtas
- Ultimate Fighting Championship
  - Actuación de la Noche (Una vez) vs. Jéssica Andrade[41]
  - Empatada (con Manon Fiorot y Maycee Barber) por la segunda racha de victorias más larga en la historia de la división de peso mosca femenino de UFC (6) [42]
  - Empatada (con Montana De La Rosa y Karine Silva) por el segundo lugar con mayor número de sumisiones en la historia de la división de peso mosca femenino de UFC (3) [42]
- Invicta Fighting Championships
  - Actuación de la Noche (Dos veces) vs. Victoria Leonardo y Brogan Walker-Sanchez[43][44]

## Récord en artes marciales mixtas
| Récord profesional | Récord profesional | Récord profesional |
| 14 peleas          | 12 victorias       | 2 derrota          |
| ------------------ | ------------------ | ------------------ |
| Nocaut             | 2                  | 0                  |
| Sumisión           | 4                  | 0                  |
| Decisión           | 6                  | 2                  |

| Resultado | Récord | Oponente              | Método                            | Evento                                          | Fecha                    | Ronda | Tiempo | Localización                | Notas                  |
| --------- | ------ | --------------------- | --------------------------------- | ----------------------------------------------- | ------------------------ | ----- | ------ | --------------------------- | ---------------------- |
| Derrota   | 12-2   | Manon Fiorot          | Decisión (unánime)                | UFC on ESPN: Blanchfield vs. Fiorot             | 30 de marzo de 2024      | 5     | 5:00   | Atlantic City, Nueva Jersey |                        |
| Victoria  | 12-1   | Taila Santos          | Decisión (unánime)                | UFC Fight Night: Holloway vs. The Korean Zombie | 26 de agosto de 2023     | 3     | 5:00   | Kallang                     |                        |
| Victoria  | 11-1   | Jéssica Andrade       | Sumisión (rear-naked choke)       | UFC Fight Night: Andrade vs. Blanchfield        | 18 de febrero de 2023    | 2     | 1:37   | Las Vegas, Nevada           | Actuación de la Noche. |
| Victoria  | 10-1   | Molly McCann          | Sumisión (kimura)                 | UFC 281                                         | 12 de noviembre de 2022  | 1     | 3:37   | Nueva York                  |                        |
| Victoria  | 9-1    | JJ Aldrich            | Sumisión (guillotine choke)       | UFC Fight Night: Volkov vs. Rozenstruik         | 4 de junio de 2022       | 2     | 2:38   | Las Vegas, Nevada           |                        |
| Victoria  | 8-1    | Miranda Maverick      | Decisión (unánime)                | UFC 269                                         | 11 de diciembre de 2021  | 3     | 5:00   | Las Vegas, Nevada           |                        |
| Victoria  | 7-1    | Sarah Alpar           | Decisión (unánime)                | UFC Fight Night: Smith vs. Spann                | 18 de septiembre de 2021 | 3     | 5:00   | Las Vegas, Nevada           |                        |
| Victoria  | 6-1    | Brogan Walker-Sanchez | Decisión (unánime)                | Invicta FC 41                                   | 30 de julio de 2020      | 3     | 5:00   | Kansas City, Kansas         | Actuación de la Noche. |
| Victoria  | 5-1    | Victoria Leonardo     | KO (patada en la cabeza y golpes) | Invicta FC 39                                   | 7 de febrero de 2020     | 2     | 2:06   | Kansas City, Kansas         | Actuación de la Noche. |
| Victoria  | 4-1    | Gabriella Gulfin      | Sumisión (americana)              | Cage Fury FC 76                                 | 14 de junio de 2019      | 1     | 3:20   | Atlantic City, Nueva Jersey |                        |
| Derrota   | 3-1    | Tracy Cortez          | Decisión (dividida)               | Invicta FC 34                                   | 15 de febrero de 2019    | 3     | 5:00   | Salt Lake City, Utah        |                        |
| Victoria  | 3-0    | Kay Hansen            | Decisión (mayoritaria)            | Invicta FC 32                                   | 16 de noviembre de 2018  | 3     | 5:00   | Kansas City, Misuri         |                        |
| Victoria  | 2-0    | Brittney Cloudy       | Decisión (dividida)               | Invicta FC 30                                   | 21 de julio de 2018      | 3     | 5:00   | Kansas City, Misuri         |                        |
| Victoria  | 1-0    | Whittany Pyles        | TKO (parada médica)               | Cage Fury FC 70                                 | 24 de marzo de 2018      | 1     | 5:00   | Atlantic City, Nueva Jersey | Debut en peso mosca.   |